# Ioan Pop
Ioan Pop (Cluj-Napoca, 24 de octubre de 1954) es un deportista rumano que compitió en esgrima, especialista en la modalidad de sable.
Participó en tres Juegos Olímpicos de Verano entre los años 1976 y 1984, obteniendo dos medallas, bronce en Montreal 1976 y bronce en Los Ángeles 1984. Ganó tres medallas en el Campeonato Mundial de Esgrima entre los años 1974 y 1977.

## Palmarés internacional
| Juegos Olímpicos   | Juegos Olímpicos             | Juegos Olímpicos  | Juegos Olímpicos  |
| Año                | Lugar                        | Medalla           | Prueba            |
| ------------------ | ---------------------------- | ----------------- | ----------------- |
| 1976               | Montreal (Canadá)            | Medalla de bronce | Sable por equipos |
| 1984               | Los Ángeles (Estados Unidos) | Medalla de bronce | Sable por equipos |
| Campeonato Mundial |                              |                   |                   |
| Año                | Lugar                        | Medalla           | Prueba            |
| 1974               | Grenoble (Francia)           | Medalla de plata  | Sable por equipos |
| 1975               | Budapest (Hungría)           | Medalla de bronce | Sable por equipos |
| 1977               | Buenos Aires (Argentina)     | Medalla de plata  | Sable por equipos |